# Ruisseau Verreau
Ruisseau Verreau är ett vattendrag i Kanada.   Det ligger i provinsen Québec, i den östra delen av landet, 400 km norr om huvudstaden Ottawa. Ruisseau Verreau ligger vid sjöarna  Lac Mwakotcicton och Lac Mwakotcictona.
Trakten runt Ruisseau Verreau är nära nog obefolkad, med mindre än två invånare per kvadratkilometer.